# 2.ª Escuadrilla Aeronaval de Helicópteros
La 2.ª Escuadrilla Aeronaval de Helicópteros (EAH2) es una unidad táctica de la Aviación Naval de la Armada Argentina creada en 1979 con asiento en la Base Aeronaval Comandante Espora y con dependencia de la Fuerza Aeronaval N.º 2. Su dotación es el helicóptero Sikorsky S-61D-4/SH-3H Sea King y Sikorsky S-61R.

## Historia
Los primeros helicópteros Sea King fueron incorporados por la Armada Argentina en 1972, con los cuales la unidad los utilizaría embarcados en el rompehielos ARA Almirante Irízar (Q-5) y en el portaviones ARA Veinticinco de Mayo (V-2).

### Conflicto de las Malvinas
La 2.ª Escuadrilla Aeronaval de Helicópteros (EA2H) contaba con un total de cinco helicópteros Sikorsky SH-3 Sea King, los que podían funcionar para guerra antisubmarina, transporte, búsqueda y rescate o bien asalto anfibio. El comandante era el capitán de corbeta Norberto Ignacio Barro.

#### Operación Rosario
Poco antes de iniciar la Operación Rosario el 2 de abril de 1982, la Escuadrilla tenía dos helicópteros en servicio. El 28 de marzo de 1982, uno embarcó en el Portaaviones ARA Veinticinco de Mayo (V-2) y el otro en el Rompehielos ARA Almirante Irízar (Q-5), ambos en configuración de transporte.
El 2 de abril de 1982, a las 07:27 horas, el SH-3 despegó del ARA Almirante Irízar, el cual se encontraba al sur del faro Cabo San Felipe. Aterrizó en la cabecera oeste de la pista del Aeropuerto de Stanley, al mismo tiempo que los vehículos arribaban a la playa. De esta manera, este Sea King se convirtió en la primera aeronave argentina en aterrizar en las Malvinas durante el conflicto armado. Operando con dos tripulaciones que se alternaban, el helicóptero completó el desembarco de 197 hombres, 8 tambores de JP1 y 1 herido al aeródromo.
Al día siguiente, el mismo SH-3 continuó transportando 174 efectivos y cargas a Stanley. Mientras tanto, el otro Sea King desembarcó personal de la Escuadrilla Aeronaval Antisubmarina (EA2S) desde el Portaaviones ARA Veinticinco de Mayo, el cual navegaba cerca de la capital isleña. Finalizada esta tarea, el gran buque se dirigió a la Base Naval Puerto Belgrano (BNPB).
El 4 de abril, el SH-3 del ARA Almirante Irízar efectuó un helidesembarco de la Compañía «C» del Regimiento de Infantería 25 (C/RI 25) en Puerto Darwin; el asentamiento no opuso resistencia. El siguiente día, el Rompehielos ARA Almirante Irízar y la Corbeta ARA Guerrico (P-32) desembarcaron personal del Ejército en Bahía Fox; el SH-3 descendió 15 hombres.
El 5 de abril, el ARA Veinticinco de Mayo envió a su SH-3 a la Comandante Espora. El 7 de abril el ARA Almirante Irízar arribó a Puerto Madryn, donde su SH-3 desembarcó personal y partió a la Base mencionada. La Operación Rosario había finalizado.

#### Operaciones en el Portaaviones

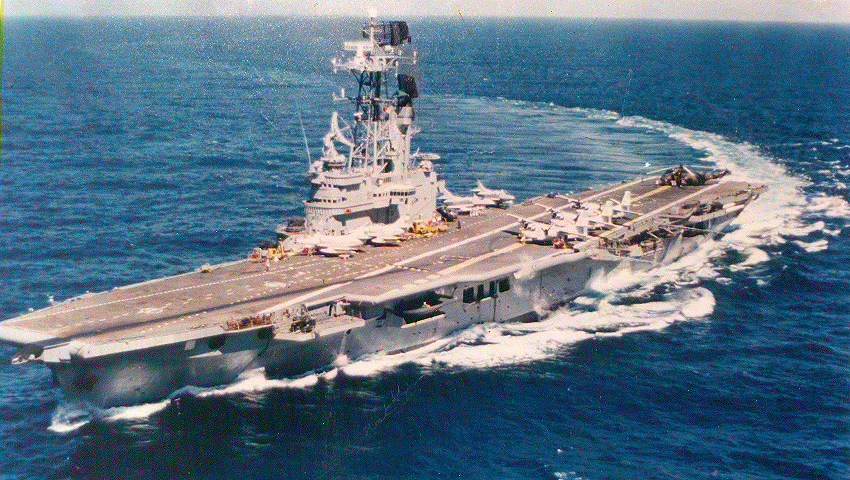
Portaaviones ARA Veinticinco de Mayo (V-2).

Del 8 al 16 de abril de 1982 la Escuadrilla permaneció en la Comandante Espora para completar su alistamiento para incorporarse al Portaaviones ARA Veinticinco de Mayo, el cual integraba la Fuerza de Tareas 79 (FT 79). El 17 de abril, los dos helicópteros en servicio embarcaron en el buque, además del personal.
Durante la navegación en el mar Argentino, la unidad realizó entrenamientos en técnicas y tácticas antisubmarinas. La 2.ª Escuadrilla comenzó a operar en cooperación con la Escuadrilla Aeronaval Antisubmarina (EA2S), la que estaba dotada de aviones S-2E Tracker.
A partir del 1 de mayo, la Escuadrilla permaneció en guardia para realizar búsqueda antisubmarina y antisuperficie o búsqueda y rescate.
El 2 de mayo, el submarino nuclear HMS Conqueror (S48) hundió al Crucero ARA General Belgrano (C-4) en el banco Namuncurá/Burdwood. A la noche y durante una hora, un SH-3 realizó una misión de búsqueda de submarinos, sin obtener éxito.
El 4 de mayo, se realizó una misión de búsqueda del Aviso ARA Alférez Sobral (A-9) sin lograr establecer contacto.
El 5 de mayo, un S-2E Tracker constató una posible presencia enemiga en una posición situada a 70 mn de distancia de la Fuerza de Tareas. La 2.ª Escuadrilla procedió entonces realizando cuatro vuelos, sin lograr contacto.
El 10 de mayo el Portaaviones recaló en la Base Naval Puerto Belgrano y la Escuadrilla se alojó en la Base Aeronaval Comandante Espora, donde permaneció del 10 al 20 de mayo. Se intensificó el adiestramiento antisubmarino, en especial el nocturno.
El Comando de la Aviación Naval dispuso despachar la 2.ª Escuadrilla a Viedma para llevar a cabo operaciones antisubmarinas con tres helicópteros SH-3. Las misiones consistían en vuelos entre los radiales 070° y 200° hasta una distancia de 100 mn, armados con dos torpedos MK-44. Estos vuelos iniciaron el 22 de mayo.

#### Rescate en la Isla Borbón (La isla Borbón se halla frente a la costa norte de la isla Gran Malvina y es la mayor del archipiélago de las Malvinas)
El 15 de mayo de 1982, comandos británicos destruyeron los aviones T-34C-1 Turbo Mentor, IA-58A Pucará y SC.7 Skyvan que estaban en la Estación Aeronaval Calderón.
El 1 de junio dos Sea King realizaron una misión de rescate en la isla Borbón para rescatar a un piloto y nueve mecánicos luego de que fueran destruidas sus aeronaves. Salieron de la Base Aeronaval de Río Grande a las 14:32 ambos Sea King junto a un SA330 Puma de la Prefectura Naval Argentina que debía acompañarlos unas 120 millas para verificar que funcione correctamente su equipo de navegación VLF/OMEGA instalado por la amenaza de los Harriers de la Marina Real británica que dominaban el espacio aéreo en la isla Gran Malvina. Los helicópteros volaron a muy baja altura en frío extremo durante tres horas, llegando a las 17:36. Al no tener información sobre el arribo de dos Helicópteros y esperando el arribo de uno sólo como se les había informado desde el Continente el personal de la Isla Borbón sólo tenía disponible combustible para ser abastecido un Helicóptero, por lo cual debieron demorar 45 minutos en espera en pista antes del despegue de regreso a que el personal pudiera reabastecer al 2.º Helicóptero de la Misión, ante la falta de herramientas suficientes para atender cualquier desperfecto de las aeronaves el Comandante Norberto Ignacio Ramón Barro decidió mantener las turbinas en pleno funcionamiento sin corte de motor solo apagando los rotores ante el riesgo de que los Helicópteros no pudieran ser encendidos por fallas mecánicas, esto generaba que las 2 turbinas encendidas de cada Helicóptero generaran un ruido ensordecedor en el medio de la noche con sus 8.000 rpm por cada turbina encendida, recuperado el personal, despegan a las 18:15 en oscuridad, con anteojos de visión nocturna y sin la ayuda del navegador VLF OMEGA había quedado fuera de servicio al aterrizar en la Isla Borbón por lo cual debieron despegar y evitar las alturas de las Islas con instrumental. Llegaron a Río Grande (Tierra del Fuego) a las 21:55.
El 17 de Mayo del año 2019, las tripulaciones de los dos Helicópteros que realizaron con éxito el rescate de 1 piloto y 9 mecánicos en la Isla Borbón, recibirían de manos del por entonces Ministro de Defensa Oscar Aguad, la Cruz de Plata al Mérito Naval por dicha acción de combate, las tripulaciones estaban conformadas por los entonces Capitán de Corbeta Norberto Ignacio Ramón Barro (Comandante de la 2.ª Escuadrilla Aeronaval de Helicópteros) Piloto, Teniente de Navío Guillermo Oscar Iglesias Copiloto y Suboficial Enrique Beltrán Giqueaux Mecánico, dotación del Sea King 2H 234; Teniente de Navío Osvaldo Mario Iglesias Piloto, Teniente de Fragata Oscar Osvaldo Brandeburgo Copiloto y Suboficial Roberto Montani Mecánico, dotación del Sea King 2 H 233.

#### Finales
En las operaciones finales los helicópteros fueron configurados para función sanitaria y de rescate embarcados en el rompehielos ARA Almirante Irízar.
A las 21:00 horas del 14 de junio se produjo la rendición argentina. Los Sea King volverían a Malvinas, para repliegue de tropas y heridos, llegando a operar ocasionalmente en la cubierta de un buque británico. Regresarían a su Escuadrilla (BACE) en vuelo luego de tomar amarras el ARA Almirante Irizar en Puerto Madryn el 26/6/1982, el Comandante de los Sea king daría la orden de regreso en vuelo hacia la Base Aeronaval Comandante Espora, asiento de la 2.ª Escuadrilla Aeronaval de Helicópteros.